# Trapelus
Trapelus ist eine  Gattung der Reptilien aus der Familie der Agamen (Agamidae). Die Tiere werden im Deutschen teilweise als Wüsten- oder Steppenagamen bezeichnet. Sie besiedeln Halbwüsten, wüstenähnliche Landschaften und Steppen Südwesteuropas, Nordafrikas, Arabiens, des Nahen Ostens sowie Südwest- und Zentralasiens.

## Beschreibung
Trapelus-Arten sind mittelgroße Echsen mit einem rundlichen, nur wenig dorsoventral abgeflachten, Körper. Der Kopf ist relativ hoch und kurz und trägt keine vergrößerten Nackenschuppen oder Kämme an Kehle oder Nacken. Die Ohröffnung ist klein, das Trommelfell liegt darin tief durch mehrere spitze Schuppen verborgen. Ein Kehlsack ist ausgebildet. Der Schwanz weist keine ringförmige Schuppenanordnung auf und kann nicht abgeworfen werden. Die Zehen sind kurz, die vierte Zehe ist am längsten. Die Färbung kann stimmungsabhängig geändert werden.

## Lebensweise
Trapelus-Arten leben überwiegend bodenbewohnend in felsigen, sandigen oder tonigen Steppen oder wüstenähnlichen Gebieten mit buschigem Bewuchs oder Trockenwäldern. Sie sind territorial und bewohnen häufig verlassene Bauten von Nagetieren, seltener werden eigene Erdlöcher gegraben. Die Tiere sind tagaktiv und ernähren sich vorwiegend von Insekten, gelegentlich werden auch Pflanzen gefressen. Es werden Eier gelegt, wobei die Gelegegröße gewöhnlich zwischen drei und zehn liegt.

## Arten
Zur Gattung Trapelus gehören derzeit 13 rezente Arten:
- Trapelus agilis (Olivier, 1807)
- Trapelus agnetae (Werner, 1929)
- Trapelus boehmei Wagner, Melville, Wilms & Schmitz, 2011
- Trapelus flavimaculatus Rüppell, 1835, Syn.: Trapelus jayakari
- Trapelus megalonyx Günther, 1864
- Trapelus mutabilis (Merrem, 1820)
- Trapelus persicus (Blanford, 1881)
- Trapelus rubrigularis Blanford, 1875
- Trapelus ruderatus (Olivier, 1804)
- Steppenagame (Trapelus sanguinolentus (Pallas, 1814))
- Trapelus savignii (Duméril & Bibron, 1837)
- Trapelus schmitzi Wagner & Böhme, 2006
- Trapelus tournevillei (Lataste, 1880)